# Vanja Sky

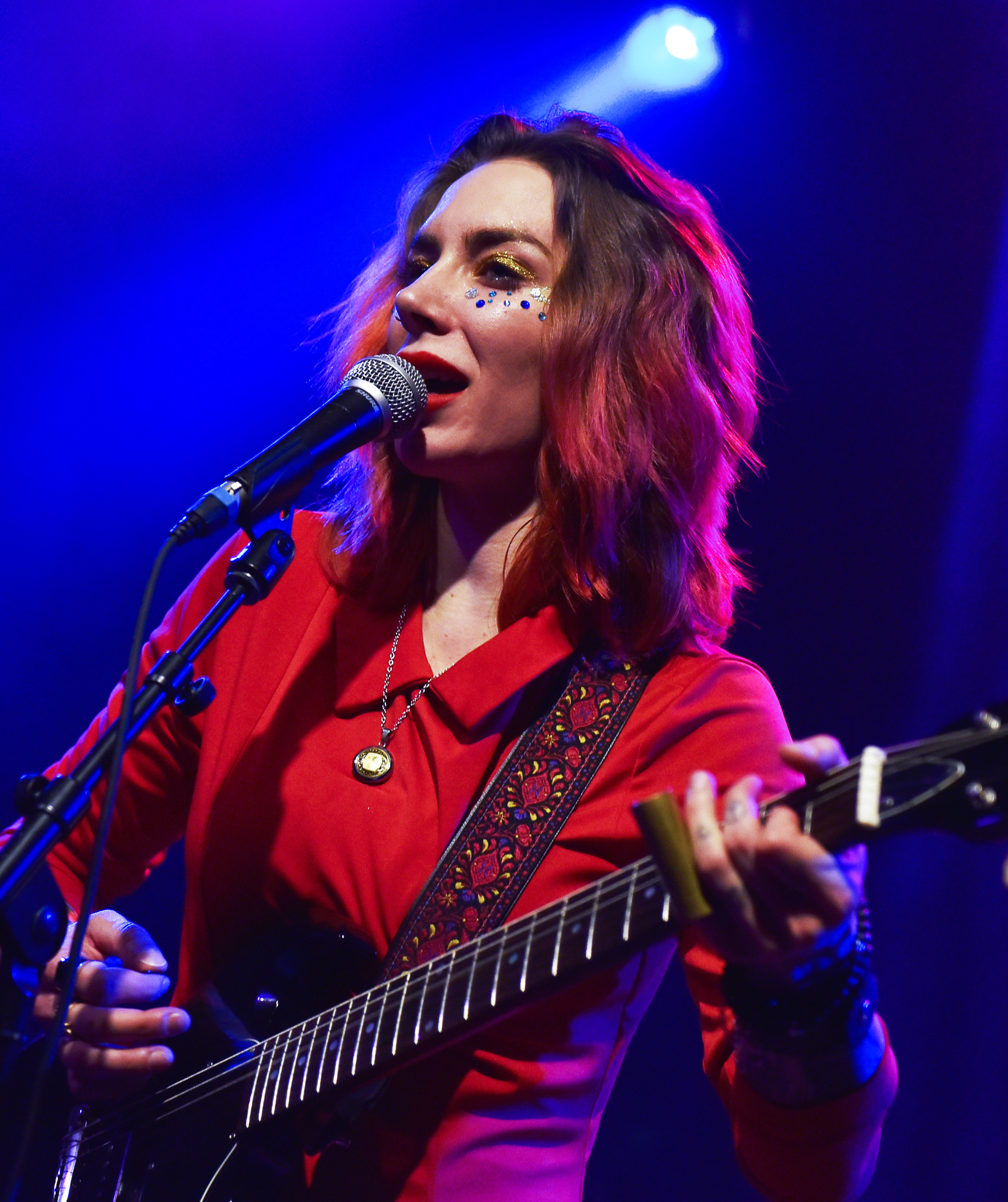
Vanja Sky live im Juks Schenefeld 2022

Vanja Sky (* 1993) ist eine kroatische Bluesrocksängerin, die auch Gitarre spielt.

## Leben
Vanja Sky begann mit 19 Jahren, Gitarre zu spielen. Zwei Jahre später schloss sie sich einer Band in Zagreb an. 2018 veröffentlichte sie ihr Debütalbum Bad Penny auf Ruf Records und tourte im Rahmen der ebenfalls von Ruf Records organisierten Konzertreihe Blues Caravan zusammen mit Bernard Allison und Mike Zito durch Europa. 2018 wurde eine CD/DVD dieser Konzertreihe veröffentlicht.
2019 trat sie in Deutschland gemeinsam mit der US-amerikanischen Gruppe Jane Lee Hooker bei den Rother Bluestagen auf und tourte mit ihrer eigenen Band erstmals als Headliner sowie Support für die englische Band UFO und die Woodstock-Ikonen Canned Heat in Europa.
Das zweite Album Woman Named Trouble wurde vom Rocks Magazin neben den Veröffentlichungen von AC/DC, Deep Purple, Bob Dylan und Bruce Springsteen als eine der besten im Jahr 2020 herausgebrachten Platten ausgewählt.
2021/22 fand eine über 70 Konzerte umfassende Europatournee statt, bei der Sky u. a. bei gemeinsamen Sessions zusammen mit dem Humble-Pie-Gitarristen Clem Clempson, Colosseum-Sänger Chris Farlowe und The God of Hellfire Arthur Brown auf der Bühne stand. Für die WDR-Fernsehsendung Rockpalast wurde ein Konzert in der Harmonie Bonn mitgeschnitten und gesendet.
2022 veröffentlichte Vanja Sky zusammen mit dem Sänger Carl Sentance der Band Nazareth eine Single und ein Video zu Müha – See You Again. Dieser Titel ist auch auf dem 2023 erschienenen dritten Album reborn zu hören. Neben acht Eigenkompositionen enthält das Album auch zwei Coverversionen, bei denen als Gäste Mitglieder der jeweiligen Originalbands mitwirkten. Bei der Neuaufnahme des Titels I’d Love To Change The World spielte Ric Lee, Gründungsmitglied von Ten Years After, das Schlagzeug neu ein. Bei der Neuaufnahme von I Take What I Want übernahm Gerry McAvoy den Basspart.

## Vanja Sky Band
- Vanja Sky (Gesang, Gitarre)
- Guenter Haas (Gitarre)
- Werner Kolb (Bass)
- Hannes Hoffmann (Schlagzeug)

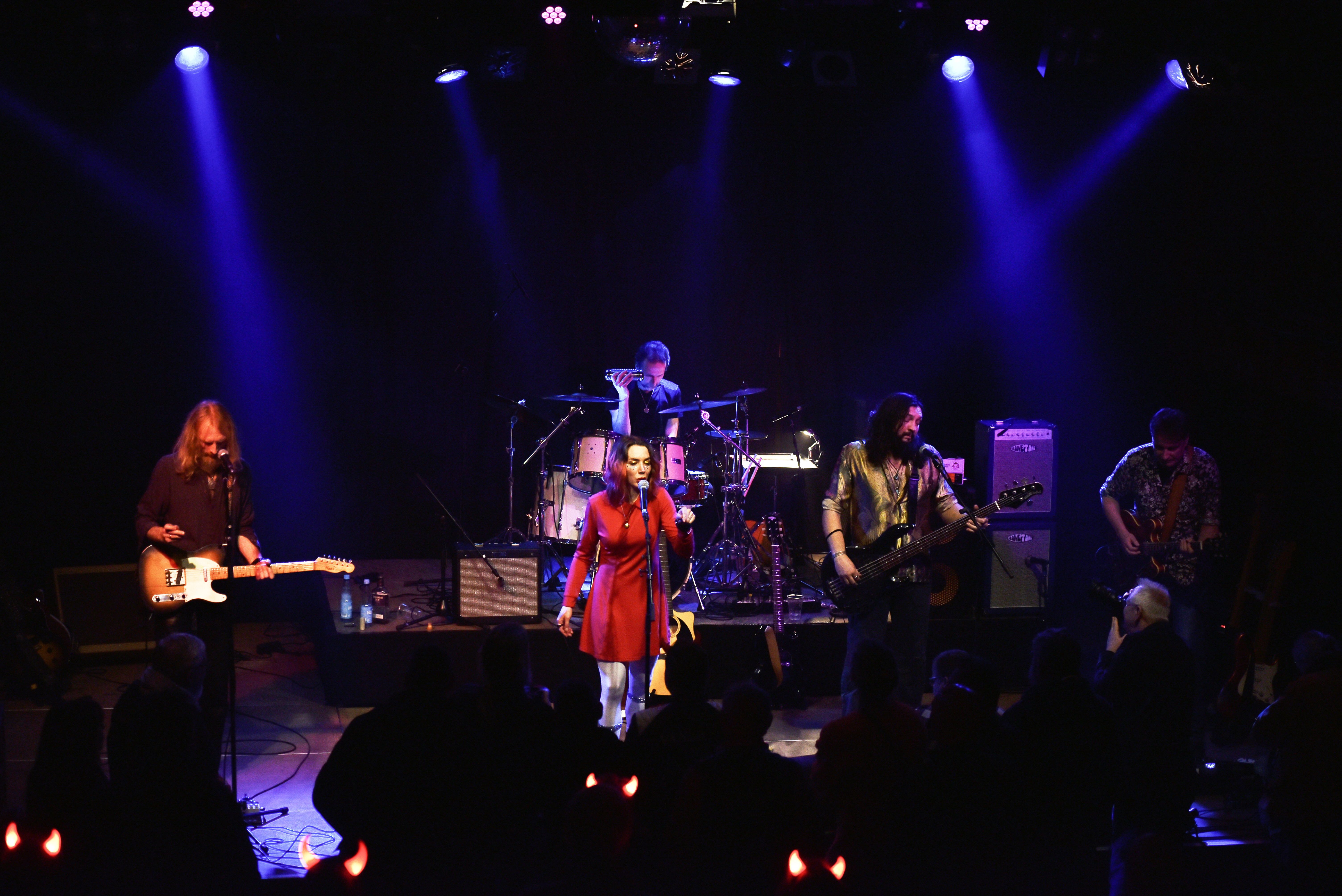
Vanja Sky Band live 2022

Ehemalige Musiker der Band seit 2019:
- Roger Inniss (Bass)
- Eduard Jimmy Matesic (Gitarre), auch Mitglied der Gruppe Plava Trava Zaborava
- Hanser Schüler (Schlagzeug), aus Hamburg
- Robert Wendt (Gitarre), aus Hamburg
- Artjom Feldtser (Bass)
- Sebastian Michael Harder (Schlagzeug)

## Diskografie
- 2018: Bad Penny (CD, Ruf Records)
- 2018: Blues Caravan 2018 feat. Bernard Allison, Mike Zito, Vanja Sky (CD/DVD, Ruf Records)
- 2020: Woman Named Trouble (CD/LP, Ruf Records)
- 2023: reborn (CD/LP, Kick The Flame)
- 2025: Access All Areas (2CD, Kick The Flame)